# Marty Stuart
John Martin Stuart, Marty Stuart (Filadelfia, 30 settembre 1958), è un cantante e musicista statunitense.
Noto musicista country, Stuart divenne inizialmente famoso per essere musicista live e in studio di Johnny Cash a partire dal 1980 fino al 1985 e, successivamente, cominciò a lavorare ad una carriera solista e a collaborare con molti altri artisti.
Polistrumentista, Stuart è considerato un virtuoso del mandolino ed uno dei più importanti musicisti statunitensi di sempre.
Nella sua carriera ha vinto 5 Grammy Award e fa parte della Country Music Hall of Fame.

## Biografia

### Gli inizi
Già nel 1980 si aggiunge al gruppo di supporto di Johnny Cash. L'anno precedente Stuart aveva realizzato il suo primo album, With A Little Help From My Friends, pubblicato dalla Ridge Runner Records, mentre nel 1982 ne realizzò un secondo chiamato Busy Bee Cafe, ma nessuno dei due ottiene successo. Nel 1983 Stuart sposa la figlia di Johnny Cash, Cindy, dalla quale divorzierà dopo cinque anni. Nel 1985 lascia la band di Cash per iniziare una carriera da solo.

### Carriera
Lasciata la band di Cash, realizzò un contratto con la Columbia Records nello stesso anno. Nonostante una sua canzone, Arlene, sia entrata nella Top 20, il suo album del 1986, Marty Stuart, non ottenne alcun successo.
Nel 1989 firmò un contratto con la MCA Records, che formalmente era Decca Records, e pubblicò l'album Hillbilly Rock. L'anno seguente quindi ottenne successo. Nel 1991 realizzò l'album Tempted.
Durante tutti gli anni '90 pubblicò album che ottennero sempre più successo, continuando ad entrare nelle varie classifiche, e ottenendo posizioni molto buone.
Nel 1997 sposò la cantante country Connie Smith. Nel 2000 lasciò la MCA Records, riunendosi alla Columbia Records, e realizza un nuovo album nel 2003, che non raggiunge lo stesso successo degli album precedenti.

## Filmografia

### Cinema
- Fire Down Below - L'inferno sepolto (Fire Down Below), regia di Félix Enríquez Alcalá (1997) (accreditato come se stesso)